# Волков, Эдуард Владимирович
Эдуа́рд Влади́мирович Во́лков (род. 10 июля 1975 года) — российский хоккеист; тренер.

## Биография
Воспитанник хоккейной школы «Сибирь» (Новосибирск). В сезоне 1995/1996 играл в составе новосибирского клуба Межнациональной хоккейной лиги «Сибирь», а также в клубах открытого чемпионата России (зона «Сибирь — Дальний Восток») — красноярской «Энергии» и северском «Янтаре». В дальнейшем продолжил выступать в клубах высшей и первой лиг России — «Сибири» (1998—2000), барнаульском «Моторе» (2000/2001), кемеровской «Энергии» (2000—2002), «Янтаре» (2001—2006), кирово-чепецкой «Олимпии» (2002/2003), абаканском «Кристалле» (2006/2007) и ангарском «Ермаке» (2006—2008).
С 2016 года входит в состав тренерских штабов клубов МХЛ и ВХЛ.